# Spring för livet
Spring för livet är en svensk dramafilm från 1997 som är regisserad av Richard Hobert och var den fjärde filmen i Richard Hoberts filmserie om De sju dödssynderna. Filmen hade Sverigepremiär den 19 september 1997.

## Handling
Det är luciamorgon på ett BB i Malmö och Catti, som precis har fött sitt och Mikaels första barn, delar rum med Maria som är av utländsk härkomst och som också har fött en son. Mitt under luciafirandet kommer helt utan förvarning polisen med kriminalinspektör Bergström i spetsen in på rummet. De har kommit för att hämta Maria som anses vara terrorist och som vistas illegalt i landet. I tumultet som uppstår lyckas Maria fly från sjukhuset, men barnet blir kvar och Catti tar, till Mikaels stora förskräckelse, hand om de båda barnen med hjälp av barnmorskan Ingrid.

## Rollista
- Camilla Lundén - Catti
- Göran Stangertz - Mikael Persson
- Lena Endre - Ingrid
- Jakob Eklund - Erik
- Indra Roga - Maria
- Armands Reinfelds - Stefan
- Sven Lindberg - Ragnar
- Mona Malm - Vendela
- Peter Andersson - Kriminalinspektören
- Tommy Johnson - Civilpolis
- Reine Brynolfsson - Tommy
- Thomas Roos - Prästen
- William Rosenberg - Knud